# پوتونی (بازیکن فوتبال)
پوتونی (انگلیسی: Pontoni؛ زادهٔ ۲۹ ژانویهٔ ۱۹۳۰) بازیکن فوتبال اهل اسپانیا است.
از باشگاه‌هایی که در آن بازی کرده‌است می‌توان به باشگاه فوتبال رئال وایادولید و باشگاه فوتبال گرانادا اشاره کرد.